# マネーアイドルエクスチェンジャー
『マネーアイドルエクスチェンジャー』は、1997年に日本で稼働したアーケード用アクションパズルゲーム。英語版タイトルは『Money Puzzle Exchanger』。
脳内麻薬によって「両替戦士エクスチェンジャー」に変身する主人公の女子高生を操作し、紙幣を愛する秘密結社マニ―教団による硬貨消滅計画を阻止する事を目的としている。硬貨を模したブロックを組み合わせてより大きな硬貨に両替していくシステムが特徴。

## ゲーム内容

### システム
- 日本の硬貨をモデルにしたブロック（以下コイン）、ならびに特殊ブロックを操作する。
  - コインには1円玉・5円玉・10円玉・50円玉・100玉・500円玉の6種類があり、特殊ブロックにはER（青色の玉、Eraseの略）・RU（緑色の玉、RankUpの略）という2種類のブロックが存在する。
- フィールドは横7マス×縦12マスの格子で構成される（GB版のみ横7マス×縦9マス）。
- 格子の1マスにつき1枚のコインを置くことができる。
- フィールドの一番下には「ちびキャラ」という、コインを「取る」・「投げる」キャラクターがいる。プレイヤーはこのちびキャラを左右に動かしてコインを操作する。
- 一定時間ごとに、フィールドの上方から横一列分のコインが迫り出してくる。また、手動で迫り出させることもできる（操作方法参照）。
- プレイヤーはフィールド下のちびキャラに、ちびキャラと同じ縦の列にある対象のコインを「取る」ことで、そのコインを持たせることができる。「取る」コインのすぐ上に、同じ種類のコインがある場合はそのコインもまとめて取ることになる（同じ種類のコインならば何個でも「取る」ことができる）。
- ちびキャラが持っているコインは、「投げる」ことでフィールド上に戻すことができる。
- コインを「投げた」際に、1円玉・10円玉・100円玉ならば5つ以上、5円玉・50円玉ならば2つ以上くっついていれば、それらは次のランクのコイン1枚に変化する[1]。500円玉や特殊ブロックは2つ以上くっつくと消滅する。このような変化・消滅を行うと得点になる（特殊ブロック除く）。
  - 例1 - 1円玉が5枚以上くっつく→5円玉一枚に
  - 例2 - 500円玉が2枚以上くっつく→コイン消滅
- 特殊ブロックが消滅すると、それらのすぐ上にある種類のコインに変化をもたらす。ERであれば、ERが消えた際にすぐ上にあった種類のコインがフィールド上から全て消える。RUであれば、すぐ上にあった種類のコインが一段階ランクアップする（RUの上に1円玉があった場合、フィールド上全ての1円玉が5円玉に変化する）。
- コインが消滅すると、その下側に別のコインがある場合は上の方向にシフトする。このときに、消滅・変化する状態になった際には上の項目と同じようにそれらのコインが変化・消滅する。このとき「連鎖」が発生し、通常より高い得点がもらえる。
- コインが変化・消滅している間に、別のコインを変化・消滅する状態にしても連鎖が成立する（『マジカルドロップ』で言う「後付け連鎖」）。
- コインがフィールドの最下段を超えて迫り出した、あるいは手動でコインを最下段より下にはみ出して置いてしまった場合はゲームオーバーとなる。ただし、コインや特殊ブロックが変化・消滅している最中、もしくは、はみ出して置くことによって変化・消滅するコイン・特殊ブロックがある状態ならば、ゲームオーバーにならない。

### 対戦プレイ
- 対戦形式の場合、コインを消した連鎖数に応じた量のコインが相手のフィールドに迫り出てくる。
- 負けの条件は基本ルールのゲームオーバーの条件と同じである。
- 対戦している両者が全く同時に負けの条件を満たした場合は、DRAWとなり両者の勝ちになる。ただしCPU戦の最終ラウンドでDRAWとなった場合には、CPU側の勝ちが優先され次のステージに進むことは出来ない。

## ストーリー・設定
お嬢様生まれながら守銭奴の「三越さくら」は学校の内科検診の結果、脳内麻薬『ブンドルフィン』を分泌する珍しい体質であることが判明した。さくらの異常な守銭奴体質はその脳内麻薬によるものであった。
不労所得の興奮により極限の興奮状態に陥ると体内の分泌液が表皮に集中、元素化、再構築、中性固定され、ブンドルフィンを分泌した本人が内心望んでいた姿をそこに具現化する。
初めての変身は1万円を入手した時であったが、今では500円硬貨で変身可能となった。変身ヒーロー「両替戦士エクスチェンジャー」の誕生である。特に敵はいないが正義の為に戦えエクスチェンジャー。なお、銭形平次や必殺仕事人もブンドルフィン分泌体質であったことが現在は確認されている。
一方その頃、マニー教団は硬貨を消滅させ紙幣のみの世界を構築すべく暗躍を続けていた。

## 登場キャラクター
- キャラクターデザインは石田敦子。
- 登場人物の後ろの名称は変身後の名称。

### 主人公
三越さくら / エクスチェンジャー
声 - 丹下桜
17歳 / 身長158cm（ゲーム画面では160cm） / 体重46kg / 血液型AB（ゲーム画面ではではO） / 好きなもの：貯金、残高照会 / 嫌いなもの：労働、返済 / 趣味：貯金（＋踏み倒し）
如月女子高等学校普通科2年の女子高生。サクラ銀行の会長を父に持つお嬢様。明るく可愛らしい女の子だが、その本性は強欲な守銭奴であり、金に汚い貯金マニア。なおかつクラスメイトでもある友人の高島あさひを自分の財布としか見なしておらず、事あるごとに借金をしては踏み倒している。買い物では理不尽な要求や因縁をつけて一円でも安く済ませようなど悪辣なまでに金に汚く、自分の金を使うのはおろか、こさえた借金を返済する事がとにかく大嫌い。ブンドルフィンという脳内麻薬を分泌できる能力を持ち、それによって両替戦士「エクスチェンジャー」に変身する。決め台詞は「今日もどこかで給与明細! 明日を夢見て残高照会! 人を憎んで、金を憎まず! 両替戦士エクスチェンジャー、ここに降臨!」
高島あさひ / デットマイザー
声 - 野上ゆかな
17歳 / 身長156cm（ゲーム画面では155cm） / 体重44kg / 血液型A / 好きなもの：犬、猫、小鳥 / 嫌いなもの：自分の性格 / 趣味：借金融資 (？)
三越さくらとはクラスメイトで友人関係。弱小銀行であるアサヒ銀行の会長を父に持つ。内向的で地味な性格だが、心の優しい夢見る少女。しかしその人の良さゆえ、さくらに利用されており、お金を貸しては踏み倒されている。総額123万4000円。その秘めたる怒りが脳内麻薬コソドルフィンを分泌させ、借金戦士「デットマイザー」に変身する。

### マニー教団のメンバー
嵐崎円 (らんざき まどか) / エヴリワーカー
声 - 笠原留美
18歳 / 身長158cm / 体重46kg / 血液型O / 好きなもの：貯金、残高照会 / 嫌いなもの：労働、返済 / 趣味：貯金
如月女子高等学校普通科3年の女子高生。勤労やスポーツが大好きな熱血少女。『嵐崎霧散流』の唯一の継承者であり達人であるが、実戦剣術である事と段位や名誉に興味はないため、剣道大会での実績は存在しない。マニー教団のコンビニエンスストア「マニーマート」の総支配者であり、ビル・バンクとの結婚を夢見てアルバイトのふりをして仕事に励んでいる。金持ちなのに貯金マニアである三越さくらに活を入れたい様子である。「常勤！」で常勤怪人「エヴリワーカー」に変身する。決め台詞は「24時間労働をなめんなよ！」。
ルルーラ・フラン / チェリーバイター
声 - 豊嶋真千子
16歳 / 身長153cm / 体重40kg / 血液型B / 好きなもの：ぬいぐるみ全般 / 嫌いなもの：ニンジン、ピーマン、セロリ / 趣味：人をだますこと
如月女子高等学校普通科1年の女子高生。演劇部所属。ぬいぐるみが大好き。屈託無い純粋な少女に見えるが、人を騙したりするのが大好きという暗黒面をもつ。マニー教団のトイショップ「マニザラス」を支配し、アルバイトのふりをしているが飽きている。「皆勤！」の一言で皆勤怪人「チェリーバイター」に変身できる。
セシル・ポンド / エルディレイバー
声 - 桑島法子
17歳 / 身長161cm / 体重48kg / 血液型A / 好きなもの：あらゆる問題の解決 / 嫌いなもの：非常識、ムチ、無軌道 / 趣味：インターネット散策
如月女子高等学校普通科2年の女子高生。勉強好きで地味な女の子だが、変身するとなかなか派手で高飛車。しかし、実際はいまいち自分に自信が無いらしい。マニー教団のゲーセン「ハイテク・マニ」を支配。ここでは紙幣でしかゲームができない。「精勤！」のキーワードで精勤怪人「エルディレイバー」に変身するマニー教団の参謀。決め台詞は「そう、私が天才よ」。
ビル・バンク / コケティバウンザー
声 - 阪口大助（PS版：堀江恭章 ドラマCD：野田順子）
15歳 / 身長164cm / 体重52kg / 血液型A / 好きなもの：犬、猫、小鳥 / 嫌いなもの：ノートの「飯抜き!」指令 / 趣味：ひなたぼっこ
バンク・コンツェルン総雑務長。なぜか犬の着ぐるみを着ている。姉であるノートにこき使われている。
ノート・バンク / マイトディーラー
声 - 永島由子
20歳 / 身長175cm / 体重55kg / 血液型AB / 好きなもの：宝石 / 嫌いなもの：部下の失敗報告 / 趣味：おしゃれ
バンク・コンツェルン総帥。その正体は世界中の硬貨消滅をたくらむ悪のマニー教団の代表、マイトディーラー。20歳という年齢の割に老けており、それを指摘されると逆上する。マッカーモーカリーに惚れている。

### その他
坂田ビリィバーヴ / マッカーモーカリー
声 - 石川英郎
26歳 / 身長184cm / 体重78kg / 血液型A / 好きなもの：生徒たちとのひととき / 嫌いなもの：自分のコスチューム / 趣味：授業、抜き打ちテスト
如月女子高等学校教諭。さくらとは親戚関係。坂田家は代々正義のヒーローを生業としてきた一族で、ビリィバーヴは15代目の金融戦士「マッカーモーカリー」である。さくらとあさひを陰から見守っている。
二重人格であり変身をするとその荒々しい本性が現れる。その本性もコスチュームもビリィバーヴ本人は嫌っている。モーカリー状態が本性という事からなのか、公式キャラ紹介においては他のキャラクターとは異なり、マッカーモーカリーの別名として坂田ビリィバーヴの名が記されている。
はにわ
「一人で練習」モードにのみ登場する隠しキャラクター。フェイスが過去に製作したゲーム、『はにいいんざすかい』の自機。

## 他機種版
| No. | タイトル                         | 発売日                       | 対応機種                                                 | 開発元   | 発売元                 | メディア                            | 型式         | 備考                                      | 出典        |
| --- | -------------------------------- | ---------------------------- | -------------------------------------------------------- | -------- | ---------------------- | ----------------------------------- | ------------ | ----------------------------------------- | ----------- |
| 1   | マネーアイドルエクスチェンジャー | 1997年8月29日                | ゲームボーイ                                             | シーラボ | アテナ                 | 2メガビットロムカセット             | DMG-AMEJ-JPN | 通信ケーブル対応 スーパーゲームボーイ対応 |             |
| 2   | マネーアイドルエクスチェンジャー | 1998年3月20日                | Windows 95                                               | GMF      | GMF                    | CD-ROM                              | TEIJ-31      |                                           | [ 3 ]       |
| 3   | マネーアイドルエクスチェンジャー | 1998年11月5日                | PlayStation                                              | サントス | アテナ                 | CD-ROM                              | SLPS-00963   |                                           |             |
| 4   | マネーアイドルエクスチェンジャー | 2000年3月23日                | PlayStation                                              | サントス | アテナ                 | CD-ROM                              | SLPS-02644   | 廉価版                                    |             |
| 5   | マネーアイドルエクスチェンジャー | 2006年9月1日                 | ボーダフォンライブ! （Vアプリ）                          | サミー   | サミー                 | ダウンロード （アプリ★大陸）        | -            |                                           | [ 4 ]       |
| 6   | マネーアイドルエクスチェンジャー | 2008年2月13日 2010年11月16日 | PlayStation 3 PlayStation Portable (PlayStation Network) | サントス | アテナ MonkeyPaw Games | ダウンロード （ゲームアーカイブス） | -            | PlayStation版の移植                       | [ 5 ] [ 6 ] |
| 7   | マネーアイドルエクスチェンジャー | 2012年8月28日                | PlayStation Vita                                         | サントス | アテナ                 | ダウンロード （ゲームアーカイブス） | -            |                                           |             |

ゲームボーイ版
後発のWin版、PS版では追加されていたストーリーモードはなく、MVS版と同様にストーリーの無い作品であり（キャラ演出が存在しないため）CPU戦で使用可能なキャラは「さくら」のみとなった。
PlayStation版
2013年12月19日、アテナの倒産に伴い配信停止となったが、株式会社トリニティに販売権利を委譲して2015年3月11日に配信再開。
さくらとあさひがマニー教団と既に対立しているという設定によるストーリーモードが新規追加され、ビル・バンクのみ声優変更措置が行われている。

## 移植版
| No. | タイトル                                                    | 発売日            | 対応機種                               | 開発元     | 発売元     | メディア                        | 型式 | 備考 | 出典        |
| --- | ----------------------------------------------------------- | ----------------- | -------------------------------------- | ---------- | ---------- | ------------------------------- | ---- | ---- | ----------- |
| 1   | マネーアイドルエクスチェンジャー INT Money Puzzle Exchanger | INT 2018年6月28日 | Nintendo Switch PlayStation 4 Xbox One | ハムスター | ハムスター | ダウンロード （アケアカNEOGEO） | -    |      | [ 7 ] [ 8 ] |
| 2   | Money Puzzle Exchanger                                      | INT 2019年4月5日  | Windows Apps                           | ハムスター | ハムスター | ダウンロード                    | -    |      |             |

## 開発
当初は無機質な『コイン君』をプレイヤーとしていたが、美少女ブームの中そのようなキャラが通用するとは思えず石田敦子にキャラデザインを依頼をした。結果、パズルゲームにあるまじき個性派キャラ群となり、コイン君の守銭奴という要素のみが現在の主人公である『さくら』に引き継がれた。

## スタッフ
アーケード版
- プロデューサー：浅井健吾
- 企画：STARMAN
- プログラム：PIGGY
- グラフィック・デザイン：SABBY、うえちとしかず、すみよしまりこ、金子むつお
- サウンド・ディレクター：入江“ANITHIN'”茂明
- 音楽、サウンド・プログラミング：末村謙之輔、富樫則彦
- キャラクター・デザイン、アニメーション・パート：石田敦子
- アニメーション・スタジオ：ジェー・シー・スタッフ

ゲームボーイ版
- プロデューサー：たけいしえいじ
- プロデューサー補佐：田中章
- ゲーム・アレンジ、プログラム、音楽プログラム：小山正義
- GBグラフィック：加藤友子
- キャラクター・デザイン：石田敦子
- 音楽制作：澤和雄

## 反響

### 雑誌媒体による評価
ゲームボーイ版
- ゲーム誌『ファミ通』の「クロスレビュー」では6、4、6、6の合計22点[16][11]。レビュアーは「硬貨を使っていることでルールがわかりやすく、2個揃うまではアイテムがただの邪魔者なのもいい」としたが、「対戦は相手の状況が分からない」「どこかで見たようなシステムでそれをアレンジしただけではキツイ」とした。連鎖は「作りやすい」とした者と「横並びで消すと両替した硬貨の落下場所がわからないため作り難い」とした者で分かれた(なお実際は落下に法則があるため後者のレビューは不正確。アーケード版ではゲーム開始前にチュートリアルで説明されている)。また、「グラフィックやサウンド、対戦など全体的に向上させれば化ける可能性が大きい」と評された[16]。

- ゲーム誌『ファミリーコンピュータMagazine』の読者投票による「ゲーム通信簿」での評価は以下の通り、19.4点（満30点）となっている[14]。

| 項目 | キャラクタ | 音楽 | お買得度 | 操作性 | 熱中度 | オリジナリティ | 総合 |
| 得点 | 3.4        | 3.3  | 3.1      | 3.1    | 3.2    | 3.3            | 19.4 |

PlayStation版
- ゲーム誌『ファミ通』の「クロスレビュー」では合計26点となった[12]。

### 著作権問題・版権
著作権侵害訴訟について
本作は富士通パソコンシステムズ開発の両替落ち物ゲーム『もうぢや』とデータイースト開発の打ち上げ型アクションパズルゲーム『マジカルドロップ』（共に1995年）を足し合わせたようなシステムになっている。そのため「マジカルもうぢや」や「もうぢやドロップ」などと揶揄されることがある。
『マジカルドロップ』の版権元のデータイーストは、これを著作権侵害であるとして1997年5月30日にフェイスを提訴。フェイスは全面的に争う構えだったが、サンワイズ倒産のあおりを受け、係争中の1998年4月30日に連鎖倒産する事態となった。フェイス倒産後に両者は和解。和解以降も他社から本作の移植版の製造・販売が継続されている。
その後、2003年6月には原告のデータイーストも倒産。さらに2004年4月に富士通パソコンシステムズも富士通プライムソフトテクノロジに吸収合併され法人消滅した。
版権・販売元の状況
2000年3月23日にアテナからPS版『マネーアイドル エクスチェンジャー』の廉価版が販売された。
2008年のゲームアーカイブス配信時の著作権クレジットでは、当時「フェイス社のゲームソフト全般の版権」を有していた株式会社エクセルが、アテナと併記された。
2009年5月、株式会社ソフトサイン（Softsign）がフェイス社ゲームタイトルの家庭用ゲーム機、PC、携帯電話等プラットフォームにおける、開発・出版権利をエクセルから獲得。今後は本作を初めとする「フェイス」のゲームを様々な機種へ移植していく意向を示した。
2015年3月、株式会社トリニティがゲームアーカイブスにて本作の配信を行なっている。

## メディアミックス
本作は複数のメディアミックスが行われている。いずれもゲーム版がベースだが、一部の設定が変更されていることもある。

### CDドラマ
- ダブリューイーエー・ジャパン 『マネーアイドル エクスチェンジャー』
  - 1997年9月25日発売 ASIN B00005HIFU

キャストの一部がゲームから変更になっている（ビル・バンクが堀江恭章から野田順子）。またCDドラマのオリジナルキャラクター、ノート=バンクの執事・ウォンが登場している（声 - 林延年（現・神奈延年））。ゲーム版の設定がベースになったストーリーだが、固有名詞の数を抑えるためか、高島あさひ（デットマイザー）がコソドルフィンではなくブンドルフィンを分泌する設定になっている。

### 小説
- 富士見ファンタジア文庫 『マネーアイドル・エクスチェンジャー』浅井健吾・執筆、石田敦子・挿絵。
  - 1997年11月初版 ISBN 4-8291-2783-X

### 漫画
富士見書房の月刊漫画雑誌『月刊ドラゴンジュニア』に1997年9月号から1998年6月号まで連載。作画は大倉雅彦が勤めた。コピーライト（原作権）はフェイス社とアテナ社が持っているが、作品の内容に関して浅井ほかゲームスタッフはほぼノータッチで、特にキャラデザ以外の各種設定は作画者である大倉の独自設定によるもの。そのため以下に述べるように原作や小説版とは大きく設定が異なり、単行本上はフェイスとアテナのコピーライトを入れた上での、大倉の単独名義作品となっている。

#### 漫画版あらすじ
タクシー運転手の父のもと、極貧の父子家庭に育つ三越さくらは3人姉弟妹の長女。その境遇から壮絶なまでの守銭奴である彼女は、転がった小銭を追って車道に飛び出しトラックにはねられて死亡し、自らの普段からの意地汚さによって地獄へと堕とされる。地獄の魑魅魍魎に魂を喰われかけたさくらは、そこに通りかかった財福の神、エビス様に助けられた。そして自らの地獄行きと今後の責め苦を改めて宣告されたさくらは、自らの身を家族の行く末を案じて悲嘆に暮れてしまう。そんな彼女に対してエビス様は、ひとつの取引を持ち出す。
実はエビス様、自らの手違いで人間界に災いをもたらす地獄の生物・欲虫の封印を解いてしまっていた。欲虫は人間に取り憑くと、取り憑かれた人間の欲望を加速させてそのエネルギーを吸い取り成長し、最後には取り憑かれた人間を乗っ取って人間界に更なる混乱を引き起こす。そんな、とんでもないものを手違いで人間界に放っていたエビス様は、自身の使者として欲虫を回収する人員を欲していた。
エビス様の取引。それは、さくらをエビス様の使者として蘇生させる代わりに、財福の戦士「エクスチェンジャー」として人間に取り憑いた欲虫を成敗し回収する事。蘇生のためにかかった費用は、さくらの「借金」として地獄に記録され、欲虫を成敗・回収し続ける事で、その借金は減免されていく。さくらは借金返済と本当の意味で人間界に生き返るため「マネーアイドル エクスチェンジャー」として世間を混乱に陥れる欲虫たちと戦う事となる。
一方、そんな地獄の動きを欲虫たちも察知していた。一部の欲虫たちは再封印への対策として自らの力を欲する人間に対して、あえて取り憑くことをせず手を結び力を貸すことで、その存在を利用しようとしていた。その利害の一致に乗ってしまったのが財団ノート・コンツェルンのトップに立つ妙齢の女性社長ノート・バンクであった。ノートはさくらの存在を察知し、自らの企む世界征服戦略に邪魔だとして、部下を派遣し彼女の排除を企みだす。
さくらとノートの戦いは、さくらの友人の高島あさひや、ノートの弟であるビル、さらにはノートが欲虫と手を結ぶ前からの部下である円・セシル・ルルーラたちすらも巻き込み過酷さを極めていく。それは他ならぬ「エクスチェンジャーという存在」の真実そのものに対峙する戦いとなっていく。

#### 漫画版の登場人物
三越さくら / マネーアイドルエクスチェンジャー
極貧の父子家庭に育ち弟と妹の面倒を見る守銭奴の女子高生。一見すると自分勝手で自己中心的で粗雑な性格。ゆえに周囲にかける被害は相当なものであるが、弟や妹、親友であるあさひに対しては心から大切に思い、その幸せを願う。特にあさひが人質にとられ洗脳されて敵に回った時には、まったく手出しができず無抵抗のまま半死半生の状態にまで陥った。原作のさくら同様に金銭的に意地汚く見えるが、それは生活苦が根底にあるためであり、原作さくらのような意味の無い貯蓄を行うような貯金マニアではない。
高島あさひ / デットマイザー / エクスチェンジャー2号
さくらの幼稚園時代からの幼馴染。生活苦にあえぐさくらを優しく見守る。原作のあさひ同様に、元々が内気でおとなしい性格で、さくらに引っ張られている日常を過ごしているが、そうやって自分のために動いてくれているさくらには感謝の思いもあり、友情の絆は本物。のちに転校してきたビル・バンクとウマが合い相思相愛の間柄になる。
のち、円とセシルに拉致されて洗脳改造手術を受けさせられ、記憶を消された上で「強化人間デットマイザー」としてエクスチェンジャーと敵対するが、その戦いの中で傷つくさくらの姿に無意識の涙を流し、最終的には洗脳を振り切って記憶を取り戻し「エクスチェンジャー2号・デットマイザー」として覚醒し、さくらとともに「ダブルエクスチェンジャー」として戦いに身を投じる。
招木三太夫
蘇生したさくらのお目付け役。エビス様の使いである裃姿の招き猫。おおよそ、あさひと共にさくらの自己中心的な性格の被害者。さくらが変身するための特殊アイテム「借金手形」を管理している。
さくらの父
個人営業のタクシー運転手で元・走り屋。どんな人でもどこへでも、必ず安全にかつ素早く送り届けることを信条としている。走り屋業界においては、その存在は「伝説の走り屋」とも言われる。愛車は日産・ブルーバード1600SSS（510）。
三越 新太
さくらの弟。姉とともに、妹のとまとの面倒を見る健気な弟。
三越 とまと
さくらの妹。まだ幼いうえに人見知りが激しく、新太につきっきり。
ビル・バンク
ノート・バンクの弟。エクスチェンジャー排除のために、さくらたちの学校に転校してきた。だが、久しぶりの学校生活に心を躍らせた上、さらには共に内気であったことから高島あさひと心を通わせて相思相愛となる。実は実父の開発した（同時に遺産でもある）強化スーツ「コケティバウンサー」の被験者。そしてノート財閥の最終成果のひとつである強化人間のひとり。
あさひと相思相愛になった上に、クラスメートと共に友情を育ませてこれを知った事により、エクスチェンジャー排除の指令を自ら放棄して姉と袂を分かち、いつかあさひを迎えられる強い男になるために旅に出る。旅の間に立ち寄った牧場で牧羊犬として働き修業していた。最終決戦において、あさひとの愛を貫き彼女を守り、姉を改心させる目的をもって帰還。エクスチェンジャーたちに加勢する。
エルディ・レイバー
ノート・バンク親衛隊「SSシスターズ」のメンバーで強化人間のひとり。ノート・コンツェルンの奨学生として外国に留学しておりオックスフォード大学で細胞工学の博士号を取った才女。ノートを慕い忠誠を誓っているが、一方でノートの欲虫たちへの傾倒を危惧している。物語が佳境に至るにつれて、ノートへの忠誠と欲虫たちへの不信の間で板挟みとなり、ノートが欲虫エキスプラントを作り上げるに至って、その情報をあさひに告げる。そこに至るまでの数々の失敗から直後エヴリ・ワーカーとともにノートに捕縛され強引に欲虫エキスを摂取させられて自我を失くし欲虫たちのシモベとなるように見せて、実は強化人間であるために欲虫エキスは効かず、ノートへの忠誠のために「洗脳されたフリ」をしていた。最後にはエヴリ・ワーカーと共に「欲虫エキスプラントを守るというノート様の命令を順守する」という建前の元で、強化人間としての最大の力でプラントを宇宙へと持ち上げて隔離することで自爆するプラントと運命を共にした。しかし、最終決戦において欲虫たちに裏切られたノートを守るために帰還する。なお漫画版では本名である「セシル=ポンド」の名前は登場せず、原作のようにコンツェルンの部門を任されているような描写も無い。
エヴリ・ワーカー
ノート・バンク親衛隊「SSシスターズ」のメンバーで強化人間のひとり。エルディと同様、ノート・コンツェルンの奨学生として外国に留学しておりインドの山奥で虎を相手に100匹斬りの修業を行っていた。エルディの帰国に伴い、彼女と共にノート・コンツェルンに帰参する。ビルを慕っていたが、ノートから「弟が敗れていなくなった」と聞かされ、エクスチェンジャーを相手に怒りを燃やす事となる。基本的には考えるよりも体を動かすタイプでノートやセシルの指令の元で動く実働専門の人物。ノートの欲虫への傾倒に関しては深く考えてはいないが、エルディの危惧には本能から密かに同意している。最終的にはエルディと同様の運命をたどり、洗脳されたフリをして欲虫エキスプラントの自爆と運命を共にし、最終決戦でノートを守るために帰還する。なおエルディ同様、漫画版では本名である「嵐崎円」の名前は登場せず、原作のようにコンツェルンの部門を任されているような描写も無い。
ルルーラ＝フラン
ノートに仕える強化人間のひとり。幼児語を好んで用いるぶりっ子。その一方でノート・コンツェルンのファミレス部門「ロイヤル・ノート」のトップに立つ少女。5歳の頃からウェイトレスとして働き続けているファミレスの鬼。エルディとエヴリを自らの配下として出向させ、さらに偶然店内でトラブルを起こしたさくらをバイトとして雇って監視することで動きを封じ、ロイヤル・ノートを通じて欲虫エキス入りの食品をバラ巻こうとするが、エルディに情報をリークされたあさひによって阻まれる。エクスチェンジャーに敗れたのち消息を絶つが、最終決戦でノートを守るために帰還する。エルディとエヴリとは異なり、こちらは逆に強化人間「チェリーバイター」としての名前が登場せず、任されている部門もトイ部門ではなくファミレス部門。ぶりっ子である事は原作と共通するが、幼児語の多用は原作とは異なる。
ノート・バンク
破産寸前だった財閥「ノート・コンツェルン」のトップに立つ女性。父母が自分たちに残してくれた「唯一のもの」である、財閥の立て直しを願い、そのために欲虫と手を結び、エクスチェンジャーの排除に乗り出す。のちに「欲虫エキス」を開発させ、人間を取り憑きのプロセスなく欲虫に変質させる方法（欲虫を増やす方法）を見出す。物語のクライマックスで、実はさくらやあさひと同じくエクスチェンジャーの素質を持つ人間にして「欲虫たちに選ばれたエクスチェンジャー」であった事が明かされる。
マッカー・モーカリー
最終決戦終了後（最終話）に現れた宇宙のエクスチェンジャー。宇宙にまで蔓延った欲虫を退治する人員を確保するため、エビス様の勧めに従い、さくらたちをスカウトにやってきた。その話により、さくらたちは宇宙へと飛び立ち、物語は終了する。原作と異なり「マッカー・モーカリー」としての姿が正体であり「坂田ビリィバーヴ」ではなく、さくらの血縁でも教師でもなく、ノートからも惚れられてはいない。関西弁を使わず、片言で話す。
エビス様
地獄に堕ちたさくらを「マネーアイドル エクスチェンジャー」として蘇らせ、借金を背負わせた財福の神。常に悠然としているが非常に迂闊であり、地獄の欲虫の封印を解いて人間界にバラ巻いてしまった全ての元凶。

#### 漫画単行本
単行本は角川コミックス・ドラゴンJr.より発売。全2巻。
1. 1998年7月初版 ISBN 4047121592
2. 1998年7月初版 ISBN 4047121630